# راشد الهبيدة
راشد سلمان محمد الهبيدة العازمي من مواليد 1948م عضو مجلس امة سابق ترشح 10 مرات حاز علي 4 مرات منها في اعوام المجلس الوطني سنة 1990م، ومجلس الامة في اعوام 1992م، 1996م، 2003م.

## مواقفه في مجلس الأمة
| الكتل                                                       | مستقل - قبلي    |
| اللجان                                                      | المستقلون       |
| إحالة قانون الدوائر إلى عشر إلى المحكمة الدستورية (2006)    | موافق           |
| تقليص الدوائر إلى خمس (2006)                                | كتلة ال 29      |
| طرح الثقة بالوزير أنور النوري (2004)                        | معارض طرح الثقة |
| طلب احالة حقوق المرأة السياسية إلى المحكمة الدستورية (2005) | غير موافق       |
| تقليص الدوائر (2004)                                        | غير موافق       |